# David Walsh (Journalist)
David Joseph Walsh (* 17. Juni 1955) ist ein irischer Sportreporter, leitender Redakteur der Londoner Sunday Times und Sachbuch-Autor. 2001 deckte er auf, dass Lance Armstrong von dem wegen Sportvergehen schuldig gesprochenen italienischen Arzt Michele Ferrari behandelt wurde. 2004 veröffentlichte Walsh zusammen mit dem französischen Reporter Pierre Ballester das Buch LA confidential – Die Geheimnisse des Lance Armstrong über Dopingvorwürfe gegen Armstrong. Es enthält Vorwürfe von Armstrongs früherer Masseurin Emma O’Reilly.
Walsh war vier Mal „Sports Writer of the Year“ in Irland; 2013 wurde Seven Deadly Sins als „Sportbuch des Jahres“ mit einem Irish Book Award ausgezeichnet.

## Werke (Auswahl)
- Kelly: A Biography of Sean Kelly, Grafton, 1987
- Inside the Tour De France, Hutchinson, 1994
- Heroes of Irish Sporting Life, MedMedia, 1995 (mit Liam Hayes und Vincent Hogan)
- From Lance to Landis: Inside the American Doping Controversy at the Tour de France, Ballantine Books, 2007